# Tercer tono (letra)
La З , з, llamada tercer tono es una letra del alfabeto latino extendido. Utilizado en el alfabeto mixto Zhuang de 1957 a 1986. No está representado en Unicode, por lo que en su lugar se utiliza la З cirílica.

## Uso
La З denota el tercer tono ([˥] en IPA). Pero en 1986 fue sustituido por J.

## Ortografía
El diseño de esta letra es similar a la letra cirílica З o al número 3.

## Codificación
Esta letra no se ha codificado en Unicode